# Epasnactos
Epasnactos, ou quelquefois Espasnactos, est un aristocrate arverne, favorable aux Romains.

## Biographie
En -51, le commandant de la rébellion gauloise, Lucterios vient chercher refuge après la bataille d'Uxellodunum. Epasnactos livre Lucterios à Jules César. Il est connu aussi par un abondant monnayage, ses monnaies portent l'indication « EPAD » et certaines présentent au revers un guerrier debout, le casque à ses pieds tenant un bouclier et une enseigne, d'autres un cavalier. Ces monnaies ont peut-être été émises sur l'oppidum de Gergovie[Interprétation personnelle ?] où l'on en a retrouvé près de 250, soit plus que sur aucun autre site. Epasnactos était un grand personnage arverne dès avant 52 puisque 65 % des monnaies arvernes retrouvées dans les fossés d'Alésia sont légendées à son nom (types CICEDV.BRI/EPAD et EPAD "au cavalier"). La défaite de Vercingétorix renforça sans doute considérablement son poids politique.